# Nobuaki Kakuda
Nobuaki Kakuda (jap. 角田信朗 Kakuda Nobuaki; ur. 11 kwietnia 1961 w Sakai) − japoński karateka, kickbokser, działacz sportowy oraz sędzia sportów walki.

## Kariera sportowa

### 1980-1993
Karate zaczął trenować będąc w szkole średniej. W 1980 roku, będąc na studiach przystąpił do tworzonego przez Kazuyoshi Ishiiego karate Seido-kaikan. Rok później, w wieku 21 lat, walczył na swoim pierwszym w karierze turnieju (Uniwersyteckie Mistrzostwa Kansai).
Po ukończeniu studiów założył w Kobe własne dojo, ale po 2 latach zbankrutował. Następnie parał się wielu zajęć. Na utrzymanie zarabiał m.in. jako sprzątacz, kucharz, ochroniarz i pracownik budowlany. W międzyczasie kontynuował treningi karate i startował z sukcesami w turniejach Seido-kaikan. Podczas K-1 Grand Prix 1993 wystąpił w walce pokazowej przeciwko utytułowanemu karatece Andy’emu Hugowi (został przez niego znokautowany ciosem kolanem). Karierę karateki zakończył po przegranej walce z Michaelem Thompsonem podczas Karate World Cup '93.
W okresie 1991–1993 Kakuda występował w RINGS, organizacji promującej puroresu, czyli japońską odmianę wrestlingu.

### K-1

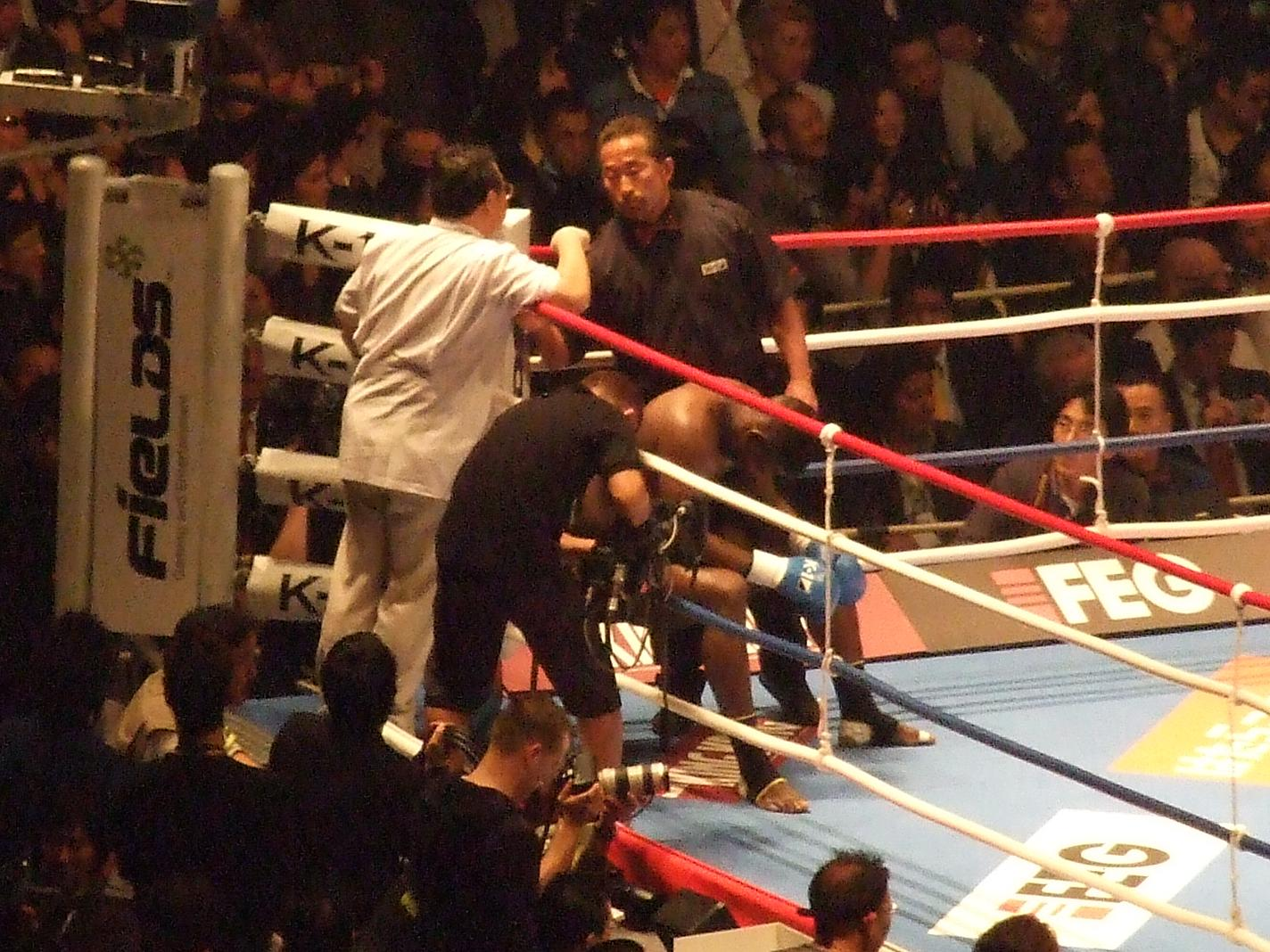
Nobuaki Kakuda sędziuje finałową walkę K-1 WGP 2008

W 1993 roku Kazuyoshi Ishii założył K-1. Wkrótce do organizacji tej dołączył Kakuda, któremu Ishii powierzył funkcję sędziego ringowego. W roli tej Kakuda zadebiutował w marcu 1995 roku, będąc arbitrem pojedynku między Andym Hugiem i Mikiem Bernardo.  Cztery miesiące później Kakuda zadebiutował również jako zawodnik. Podczas gali K-1 Legend 1995 znokautował znanego z UFC Joe Sona. Mierzący zaledwie 174 cm wzrostu Kakuda był jednym z najniższych zawodników w historii K-1 World GP.
W 2003 roku, po walce z Musashim, Kakuda ogłosił zakończenie kariery kickboksera. Nadal sędziował jednak walki K-1. Na ring powrócił raz jeszcze w 2005 roku − w wieku 44 lat. W ćwierćfinale K-1 GP Azji w Seulu przegrał z byłym Yokozuną Akebono Tarō. Było to jedyne zwycięstwo emerytowanego sumity w jego 9 walkach w K-1. Kakuda powetował sobie tę porażkę już dwa miesiące później, gdy w Paryżu znokautował w 56 sekund amerykańskiego zawodnika MMA Mavricka Harveya. Swoją trzecią po powrocie, a zarazem ostatnią walkę w karierze stoczył we wrześniu 2005 roku. Przegrał wtedy z Australijczykiem George’em Longinidisem przez jednogłośną decyzję.
W 2003 roku, gdy w wyniku prokuratorskich zarzutów z K-1 odszedł Ishii, Kakuda został współwłaścicielem organizacji. Ponadto pełnił funkcję producenta wykonawczego oraz przewodniczącego komitetu regulaminowego K-1. Nadal sędziował ważniejsze walki, będąc najstarszym sędzią ringowym w K-1. W 2012 roku organizacja została sprzedana.
Kakuda działa w środowisku karate, jest wiceprzewodniczącym Seido-kaikan Organization.

### Osiągnięcia
- 1991: 6-te Ogólnojapońskie Mistrzostwa Karate – 2. miejsce
- 1990: Point & KO Japan Karate Championships – 3. miejsce
- 1988: Point & KO Japan Open Tournament – 2. miejsce

## Działalność pozasportowa
Nobuaki Kakuda cieszy się w Japonii statusem celebryty. Występuje w licznych show i programach telewizyjnych. W swoim dorobku ma kilka ról filmowych.
W 2001 roku pobił rekord Guinnessa w łamaniu kijów baseballowych. W ciągu jednej minuty kopiąc prawą nogą złamał ich 27. Rok później pobił własny rekord łamiąc 33 kije.
Jest utalentowanym tancerzem. W 2006 roku w parze z Mariko Kodama zwyciężył w japońskiej edycji Tańca z gwiazdami.